# Condado de Wilson (Carolina do Norte)
O Condado de Wilson é um dos 100 condados do estado americano da Carolina do Norte. A sede do condado é Wilson, e sua maior cidade é Wilson. O condado possui uma área de 989 km² (dos quais 8 km² estão cobertos por água), uma população de 73 814 habitantes, e uma densidade populacional de 77 hab/km² (segundo o censo nacional de 2000). O condado foi fundado em 1855.